# Ablemma
Ablemma es un género de arañas araneomorfos de la familia Tetrablemmidae, descrita por primera vez por Carl Friedrich Roewer en 1963. 

## Especies
A 1  de septiembre de  2019 contiene veintisiete especies y una subespecie, que se encuentran en Asia, en las Islas Salomón, en Kiribati, y Papúa Nueva Guinea:
- Ablemma aiyura Shear, 1978 – Nueva Guinea
- Ablemma andriana Fardiansah & Dupérré, 2019 – Indonesia (Sumatra)
- Ablemma baso Roewer, 1963 (tipo) – Indonesia (Sumatra)
- Ablemma berryi Shear, 1978 – Caroline Is.
- Ablemma circunspectans Deeleman-Reinhold, 1980 – Borneo
- Ablemma contrita Fardiansah & Dupérré, 2019 – Indonesia (Sumatra)
- Ablemma datahu Lehtinen, 1981 – Indonesia (Célebes)
- Ablemma erna Lehtinen, 1981 – Indonesia (Sumatra)
- Ablemma girinumu Lehtinen, 1981 – Nueva Guinea
- Ablemma gombakense Wunderlich, 1995 – Malasia
- Ablemma kaindi Lehtinen, 1981 – Nueva Guinea
  - Ablemma k. avios Lehtinen, 1981 – Nueva Guinea
- Ablemma kelinci Fardiansah & Dupérré, 2019 – Indonesia (Sumatra)
- Ablemma lempake Lehtinen, 1981 – Borneo
- Ablemma makiling Lehtinen, 1981 – Filipinas
- Ablemma malacca Lin & Li, 2017 – Singapur
- Ablemma merotai Lehtinen, 1981 – Borneo
- Ablemma prominens Tong & Li, 2008 – China
- Ablemma pugnax ( Brignoli, 1973) – Nueva Guinea, Islas Salomón.
- Ablemma rarosae Lehtinen, 1981 – Filipinas
- Ablemma ruohomaekii Lehtinen, 1981 – Tailandia
- Ablemma samarinda Lehtinen, 1981 – Borneo
- Ablemma sedgwicki Cizalla, 1978 – Borneo
- Ablemma shimojanai (Komatsu, 1968) – Japón (Islas Ryūkyū)
- Ablemma singalang Lehtinen, 1981 – Indonesia (Sumatra)
- Ablemma sternofoveatum Lehtinen, 1981 – Borneo
- Ablemma syahdani Lehtinen, 1981 – Borneo
- Ablemma unicornis Burger, 2008 – Malasia